# Loulay
Loulay est une commune du Sud-Ouest de la France située dans le département de la Charente-Maritime, en région Nouvelle-Aquitaine. Ses habitants sont appelés les Loulaysiens et Loulaysiennes.
Jusqu'en 2015, Loulay avait la particularité d'être le chef-lieu de canton le moins peuplé du département de la Charente-Maritime et il était avec Archiac l'un des deux chefs-lieux de canton du département à compter moins de 1 000 habitants. Depuis les élections départementales de 2015, la commune appartient au canton de Saint-Jean-d'Angély.

## Géographie
Le bourg rural de Loulay s’est développé sur un coteau de 55 mètres d’altitude où la Trézence prend sa source.
Le bourg est situé au nord de la région géographique de la Basse Saintonge dont Saint-Jean-d'Angély est le centre urbain principal.
Traversé par des axes de communication très fréquentés (route et voie ferrée), Loulay est avant tout un centre rural pourvu en services à la fois administratifs (chef-lieu de canton, siège administratif d’une communauté de communes) et commerciaux (foires et marchés) que prolonge une activité industrielle notable avec une usine de transformation du bois devenue incontournable pour la commune.

### Localisation
| \| Position de Loulay en Charente-Maritime. · Loulay \| Position de Loulay en Charente-Maritime. |
| Position de Loulay en Charente-Maritime. · Loulay                                                |

Loulay se trouve à 12 km au nord de Saint-Jean-d'Angély, à 35 km au sud de Niort et à 56 km à l'est de La Rochelle. Le village est situé à 440 km de Paris et est desservi par une voie ferrée qui la relie aux villes de Niort et Saintes.
Le bois d'Essouvert entoure Loulay du côté sud vers Saint-Jean-d'Angély, du côté nord, la forêt de Chizé y est présente.

### Communes limitrophes
|       | Vergné             |                      |
| Lozay | Loulay             | La Jarrie-Audouin    |
|       | Saint-Denis-du-Pin | Antezant-la-Chapelle |

Toutes ces communes appartiennent depuis 2015 au canton de Saint-Jean-d'Angély.

### Desserte

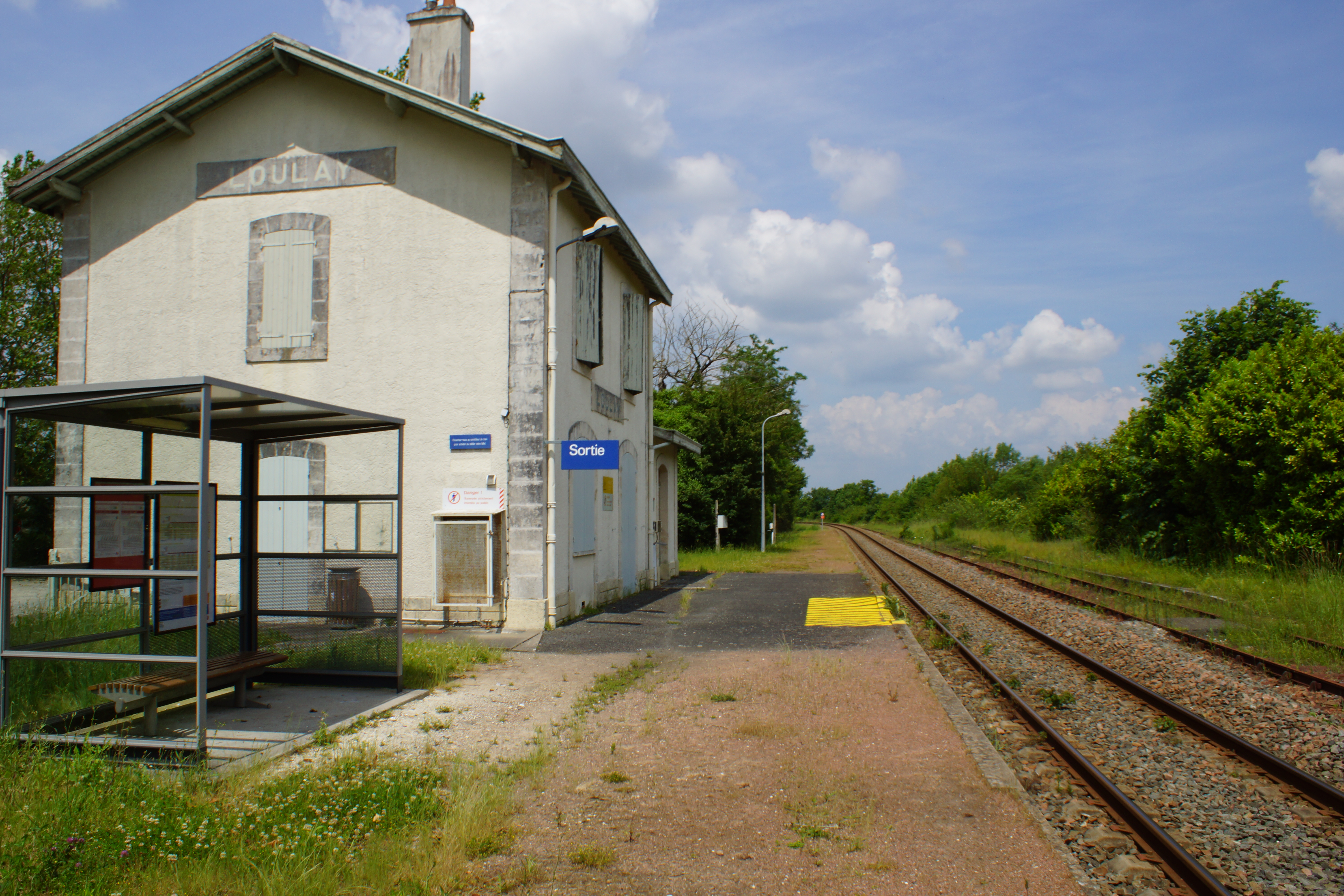
La halte voyageurs SNCF, avec l'ancien bâtiment voyageurs.

La commune est traversée par la RD 150 (anciennement RN 150 et RN 138).
Son accès est possible au nord par la sortie  33 Niort-Sud et au sud par la sortie  34 Saint-Jean-d'Angély de l'autoroute A10.
La gare de Loulay est devenue une simple halte-voyageurs desservie par des trains TER Nouvelle-Aquitaine sur la relation Niort-Royan (ou Saintes). Son ancien bâtiment voyageurs est toujours présent au bord de la ligne de Chartres à Bordeaux-Saint-Jean.

### Hydrographie
La Trézence prend sa source à Loulay, sur un coteau, à 55 mètres d'altitude et traverse la commune du sud au nord. Pendant son parcours dans la commune, elle a l'aspect d'un modeste ruisseau dont la particularité  est de ne jamais tarir, même dans les périodes de grande sécheresse.
La Trézence est un affluent de la Boutonne qu'elle rejoint sur sa rive droite, en amont de Tonnay-Boutonne, après avoir arrosé une dizaine de communes, situées en partie dans le canton de Loulay et dans celui de Tonnay-Boutonne. C'est le plus long affluent de rive droite de la Boutonne avec un cours de près de 28 km de longueur.

## Urbanisme

### Typologie
Au 1er janvier 2024, Loulay est catégorisée bourg rural, selon la nouvelle grille communale de densité à 7 niveaux définie par l'Insee en 2022.
Elle est située hors unité urbaine et hors attraction des villes,.

### Occupation des sols
L'occupation des sols de la commune, telle qu'elle ressort de la base de données européenne d’occupation biophysique des sols Corine Land Cover (CLC), est marquée par l'importance des territoires agricoles (81,4 % en 2018), une proportion sensiblement équivalente à celle de 1990 (81,7 %). La répartition détaillée en 2018 est la suivante : 
terres arables (81,4 %), zones urbanisées (10,7 %), forêts (5,5 %), milieux à végétation arbustive et/ou herbacée (2,5 %). L'évolution de l’occupation des sols de la commune et de ses infrastructures peut être observée sur les différentes représentations cartographiques du territoire : la carte de Cassini (XVIIIe siècle), la carte d'état-major (1820-1866) et les cartes ou photos aériennes de l'IGN pour la période actuelle (1950 à aujourd'hui).

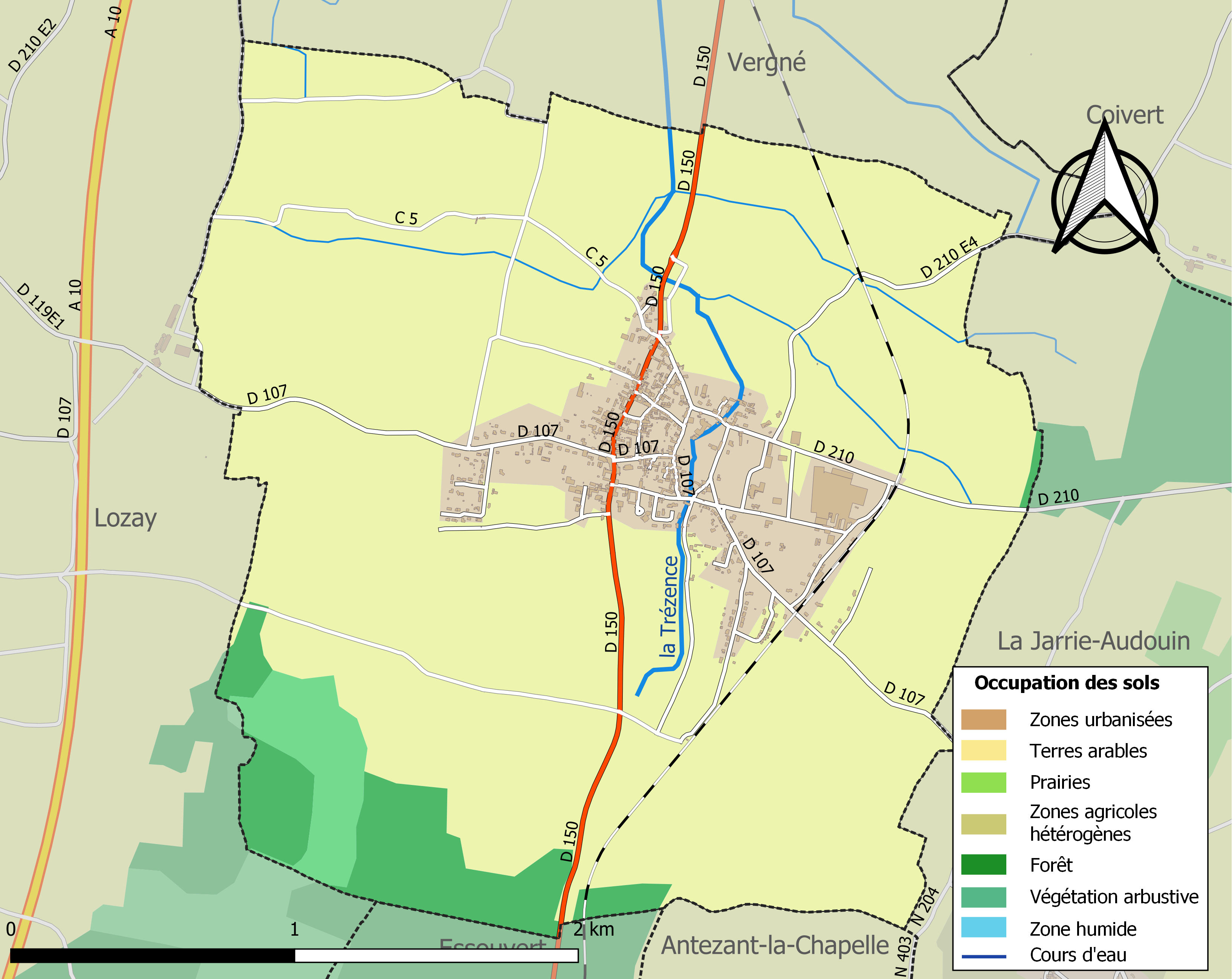
Carte des infrastructures et de l'occupation des sols de la commune en 2018 (CLC).

### Risques majeurs
Le territoire de la commune de Loulay est vulnérable à différents aléas naturels : météorologiques (tempête, orage, neige, grand froid, canicule ou sécheresse), inondations, mouvements de terrains et séisme (sismicité modérée). Il est également exposé à un risque technologique,  le transport de matières dangereuses. Un site publié par le BRGM permet d'évaluer simplement et rapidement les risques d'un bien localisé soit par son adresse soit par le numéro de sa parcelle.

#### Risques naturels
Certaines parties du territoire communal sont susceptibles d’être affectées par le risque d’inondation par débordement de cours d'eau, notamment la Trézence. La commune a été reconnue en état de catastrophe naturelle au titre des dommages causés par les inondations et coulées de boue survenues en 1982, 1993, 1999 et 2010,.

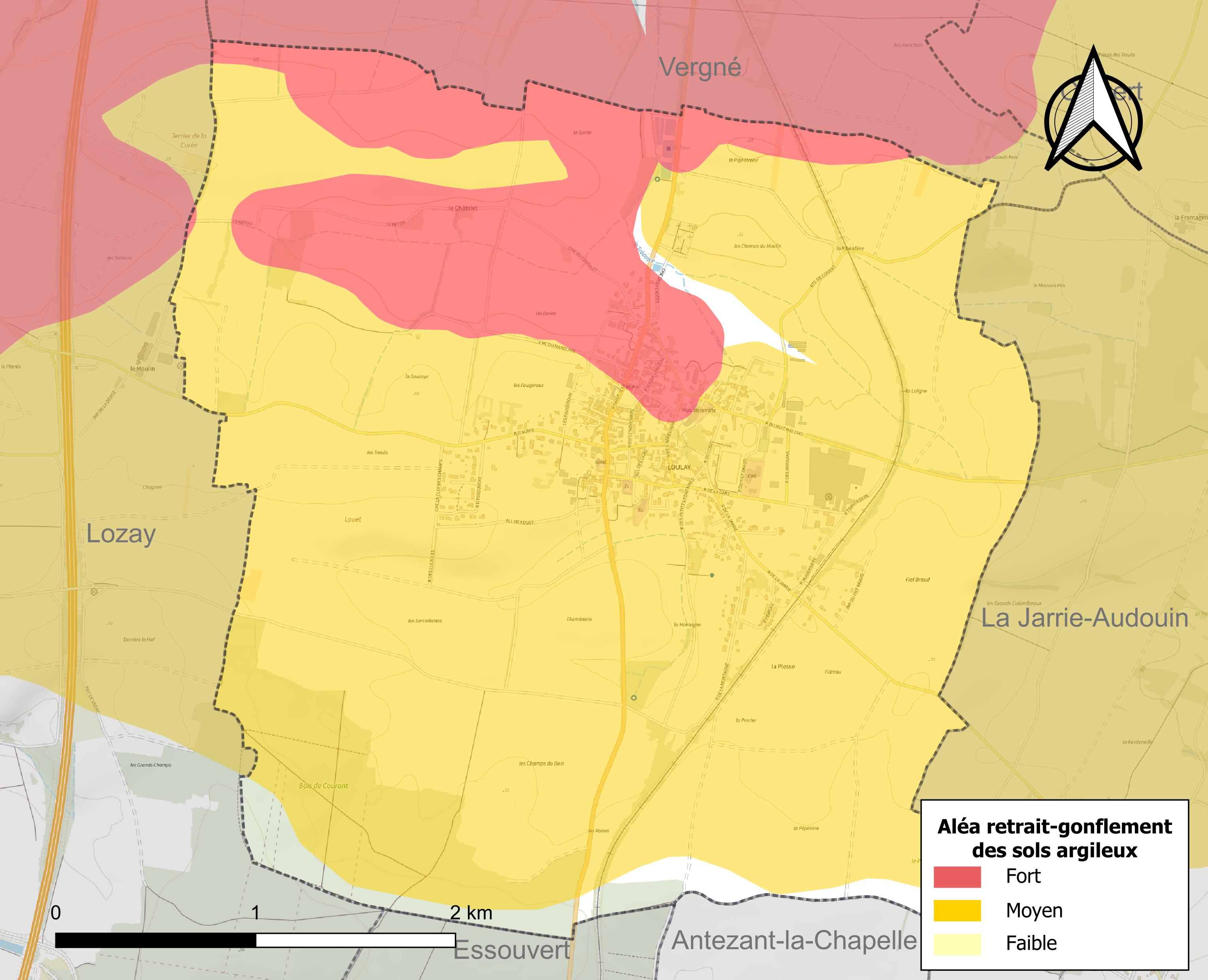
Carte des zones d'aléa retrait-gonflement des sols argileux de Loulay.

Les mouvements de terrains susceptibles de se produire sur la commune sont des tassements différentiels.
Le retrait-gonflement des sols argileux est susceptible d'engendrer des dommages importants aux bâtiments en cas d’alternance de périodes de sécheresse et de pluie. 96,3 % de la superficie communale est en aléa moyen ou fort (54,2 % au niveau départemental et 48,5 % au niveau national). Sur les 378 bâtiments dénombrés sur la commune en 2019,  378 sont en aléa moyen ou fort, soit 100 %, à comparer aux 57 % au niveau départemental et 54 % au niveau national. Une cartographie de l'exposition du territoire national au retrait gonflement des sols argileux est disponible sur le site du BRGM,.
Par ailleurs, afin de mieux appréhender le risque d’affaissement de terrain, l'inventaire national des cavités souterraines permet de localiser celles situées sur la commune.
Concernant les mouvements de terrains, la commune a été reconnue en état de catastrophe naturelle au titre des dommages causés par des mouvements de terrain en 1999 et 2010.

#### Risques technologiques
Le risque de transport de matières dangereuses sur la commune est lié à sa traversée par une ou des infrastructures routières ou ferroviaires importantes ou la présence d'une canalisation de transport d'hydrocarbures. Un accident se produisant sur de telles infrastructures est susceptible d’avoir des effets graves sur les biens, les personnes ou l'environnement, selon la nature du matériau transporté. Des dispositions d’urbanisme peuvent être préconisées en conséquence.

## Toponymie
Le toponyme est typique des formations combinant un anthroponyme gallo-romain, et le suffixe -acum.

## Histoire
Comme un grand nombre de villages de la France, Loulay est d'origine gallo-romaine mais son développement naît avec le mouvement monastique de l’époque médiévale bien que les traces de ce passé aient complètement disparu aujourd’hui.

## Politique et administration

### Liste des maires
| Période                                  | Période  | Identité        | Étiquette | Qualité                                            |
| ---------------------------------------- | -------- | --------------- | --------- | -------------------------------------------------- |
| 1977                                     | 2001     | Camille Furgier | PS        | Conseiller général du canton de Loulay (1985-1998) |
| 2001                                     | En cours | Maurice Perrier | LR        | Agriculteur retraité                               |
| Les données manquantes sont à compléter. |          |                 |           |                                                    |

Jusqu'en 2015, Loulay avait la particularité d'être le chef-lieu de canton le moins peuplé du département de la Charente-Maritime et il était avec Archiac l'un des deux chefs-lieux de canton du département à compter moins de 1 000 habitants. Depuis les élections départementales de 2015, la commune appartient au canton de Saint-Jean-d'Angély.

## Démographie
L'évolution du nombre d'habitants est connue à travers les recensements de la population effectués dans la commune depuis 1793. Pour les communes de moins de 10 000 habitants, une enquête de recensement portant sur toute la population est réalisée tous les cinq ans, les populations de référence des années intermédiaires étant quant à elles estimées par interpolation ou extrapolation. Pour la commune, le premier recensement exhaustif entrant dans le cadre du nouveau dispositif a été réalisé en 2006.

En 2022, la commune comptait 761 habitants, en évolution de −2,06 % par rapport à 2016 (Charente-Maritime : +4,04 %, France hors Mayotte : +2,11 %).
| 1793 | 1800 | 1806 | 1821 | 1831 | 1836 | 1841 | 1846 | 1851 |
| ---- | ---- | ---- | ---- | ---- | ---- | ---- | ---- | ---- |
| 325  | 366  | 340  | 436  | 485  | 500  | 514  | 570  | 579  |

| 1856 | 1861 | 1866 | 1872 | 1876 | 1881 | 1886 | 1891 | 1896 |
| ---- | ---- | ---- | ---- | ---- | ---- | ---- | ---- | ---- |
| 578  | 592  | 581  | 601  | 635  | 619  | 592  | 608  | 578  |

| 1901 | 1906 | 1911 | 1921 | 1926 | 1931 | 1936 | 1946 | 1954 |
| ---- | ---- | ---- | ---- | ---- | ---- | ---- | ---- | ---- |
| 604  | 638  | 623  | 554  | 557  | 586  | 649  | 654  | 689  |

| 1962 | 1968 | 1975 | 1982 | 1990 | 1999 | 2006 | 2011 | 2016 |
| ---- | ---- | ---- | ---- | ---- | ---- | ---- | ---- | ---- |
| 702  | 764  | 667  | 728  | 786  | 759  | 738  | 803  | 777  |

| 2021 | 2022 | - | - | - | - | - | - | - |
| ---- | ---- | - | - | - | - | - | - | - |
| 757  | 761  | - | - | - | - | - | - | - |

## Économie
Outre ses activités commerciales (foires mensuelles, marchés hebdomadaires, supérette, divers commerces alimentaires, pharmacie, centre médical) Loulay dispose de divers services à la personne (banque, salon de coiffure, garage de réparations automobiles...).
Le bourg de Loulay est traversé par la route départementale 150 qui le relie à Saint-Jean d'Angély et Niort et est desservi par la voie ferrée Niort-Saintes. Il a su tirer un certain avantage de sa position de passage sur ces axes de communication assez fréquentés. Cela a favorisé l’implantation d’une usine de transformation du bois, les établissements Malvaux ; ces derniers étant une des plus importantes usines de l'arrondissement, et demeurent le principal employeur du canton de Loulay.

### L'entreprise Malvaux

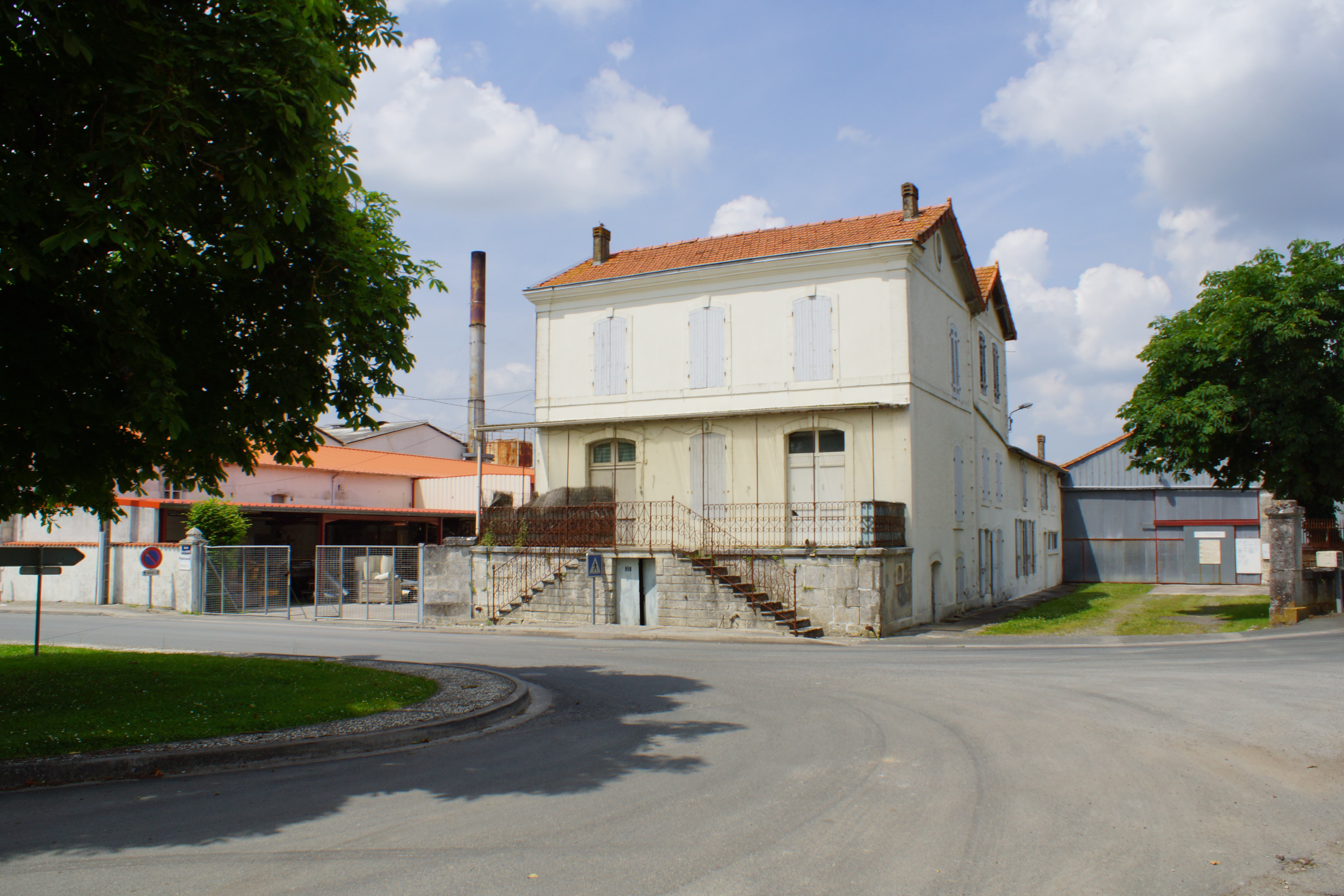
L'usine Malvaux et l'ancien Hôtel de la gare.

Rémy Malvaux a créé à Loulay une scierie vers 1928 pour le sciage de peupliers en provenance de la vallée de la Boutonne.
Au début des années 1950, l'activité s'oriente vers la fabrication de contreplaqué par le procédé de déroulage de tronc de peuplier et aussi de tronc de bois exotiques en provenance d'Afrique, principalement du Gabon, via le port de La Rochelle « La Pallice ».
En 1975, 480 personnes y travaillent. L'entreprise florissante jusqu'à la fin des années 1980.
L'évolution du marché via la mondialisation des productions et la facilitation des échanges, a plongé cette industrie gourmande en main d'œuvre et soumise aux aléas des matières premières et des crises économiques successives vers un déclin progressif qu'ont déjà connu les usines de contreplaqué implantées dans la région, qui n'ont pas su délocaliser à temps, ou profiter de niches de marchés.
Après avoir appartenu au groupe UPM-Kymmene, la société est rachetée en 2006 par le fonds d'investissement Green Recovery.
La spécificité des produits Malvaux et leur haut niveau de qualité sont probablement ce qui a permis de tenir le cap durant ces dernières années.

## Équipements et services

### Enseignement
Loulay est équipé d'un collège moderne qui a été construit en 1976. Avec un effectif de 185 collégiens lors de la rentrée scolaire 2010 (202 en 2011), il est l'un des plus petits collèges de l'enseignement public de la Charente-Maritime avec ceux de Saint-Aigulin et de Tonnay-Boutonne. Ces élèves sont encadrés par un corps professoral de 19 enseignants.

### Services de la santé
Loulay dispose de quelques services dans les domaines médical, paramédical et médico-social dus à sa fonction de chef-lieu de canton.
Les services médicaux
Le chef-lieu de canton dispose d'un cabinet de médecine générale situé dans le centre-bourg mais il ne possède pas de cabinet en soins dentaires où les patients doivent se rendre à Saint-Jean-d'Angély.
Loulay ne dispose pas non plus de médecins spécialistes, les habitants vont habituellement consulter ceux situés à Saint-Jean-d'Angély et la commune n'est pas équipée d'un centre de radiologie médicale ou IRM, le plus proche étant situé à Saint-Jean-d'Angély.
Le centre hospitalier le plus proche est celui de Saint-Jean-d'Angély pour les interventions les plus banales, sinon celui du Centre Hospitalier de Saintonge situé à Saintes, à une trentaine de kilomètres au sud, ce dernier offrant une palette extrêmement étendue de soins, étant le plus grand hôpital de toute la partie centrale et méridionale du département de la Charente-Maritime.
Les services paramédicaux
Dans ce domaine, Loulay dispose de deux infirmiers et d'un kinésithérapeute. La commune ne dispose pas d'un laboratoire d'analyses médicales, le plus proche étant situé à Saint-Jean-d'Angély.
À cela s'ajoute une pharmacie.
Il n'existe pas de service d’ambulanciers dans la commune, mais celui-ci est présent dans une commune du canton de Loulay, à Villeneuve-la-Comtesse, et étend son rayon d'action dans tout le canton.
Loulay est équipée d'un centre de secours où les pompiers peuvent intervenir dans les situations d'urgence. Ce centre, qui relève du SDIS de la Charente-Maritime, dépend plus précisément du Centre de secours principal de Saint-Jean-d'Angély.
Les services médico-sociaux
Un établissement privé pour l'accueil de personnes retraitées est implanté à Loulay. La MDR Les Jardins de Loulay dispose de 89 lits, permettant l'accueil des personnes valides et semi-valides. Une unité spécifique de 22 lits pour les personnes souffrant de la maladie d'Alzheimer y est en service.

## Lieux et monuments

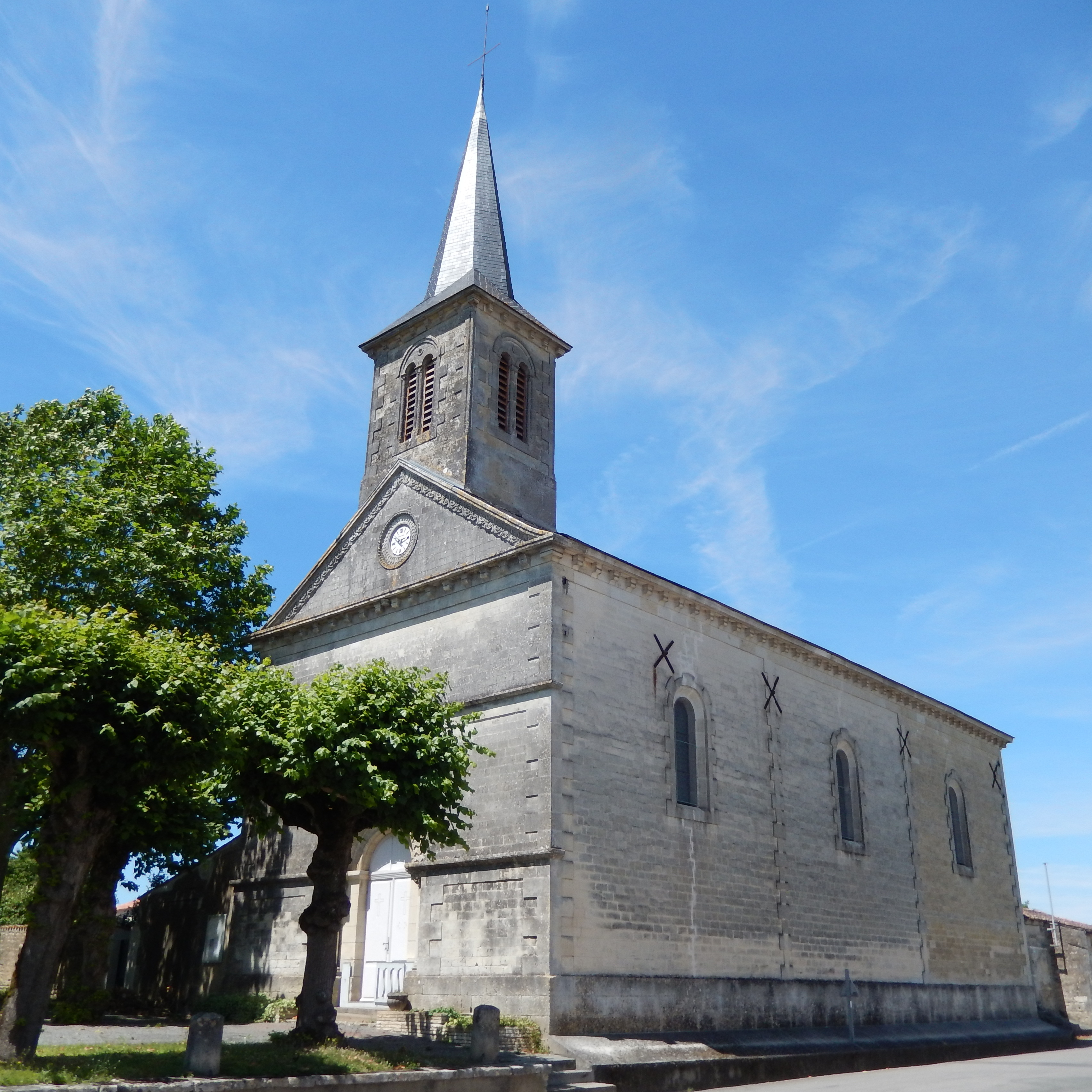
L'église Sainte Trinité.

Le village de Loulay a pu conserver quelques édifices restaurés ou reconstruits pendant le Second Empire, c’est-à-dire au milieu du XIXe siècle.
Au cours du Second Empire, la place centrale du village fut aménagée pour accueillir les foires et marchés et fut embellie par des plantations d’ormes tandis que l'église Sainte-Trinité fut reconstruite en 1860 dans un style néo-roman qui reproduisit fidèlement l'architecture et l'imagerie sculptée du XIIe siècle. Du logis reconstruit au milieu du XIXe siècle, seules subsistent une tour ronde de l'ancien château et une porte gothique dans l’enceinte murale.

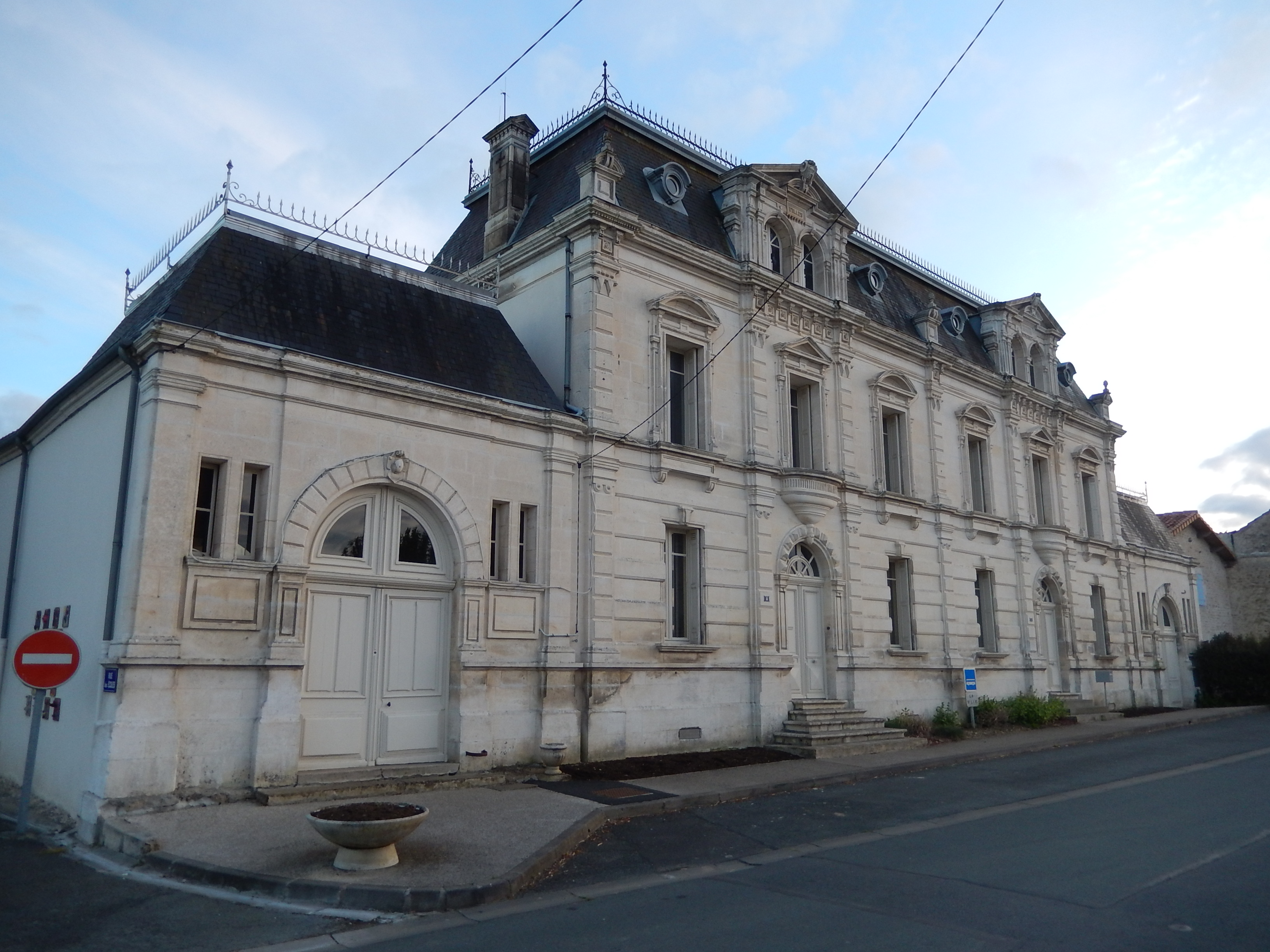
L'école de Loulay.

En 1905, la municipalité de Loulay a fait édifier une école primaire publique qui est un bel édifice en pierre de taille, avec toit mansardé et en ardoise, c’est une des plus belles constructions du village.

## Vie culturelle
- Soirées musicales : en juillet et août, des soirées musicales populaires sont organisées chaque vendredi sur la place de la mairie.
- Puces : fin novembre, vide grenier de Loulay.
- Musée des anciens outils et traditions agricoles.